# Tyta
Tyta is een geslacht van vlinders van de familie spinneruilen (Erebidae), uit de onderfamilie Calpinae.

## Soorten
- T. isolata Todd, 1960
- T. luctuosa

Akkerwinde-uil (Denis & Schiffermüller, 1775)
- T. miegii Mabille, 1882
- T. venusta Berg, 1882